# Chiesa di Santa Chiara (Bergamo)
La chiesa di Santa Chiara è stato un luogo di culto cattolico presente nel XVI secolo a Bergamo posta in via Garibaldi e inserito nella RSA Residenza Santa Chiara nella provincia e diocesi di Bergamo.

## Storia
La presenza di un nucleo monastico delle clarisse era documentata in Bergamo già nel XIII secolo con il monastero e l'annessa chiesa di Santa Maria della Carità in via Borgo Canale, presenza che fu poi abbandonata nel 1556, sia la chiesa che il monastero per gravi danni strutturali ai fabbricati conseguenti a un incendio. 
Il nucleo si spostò in borgo San Leonardo nella vicinia di Santo Stefano, in prossimità del monastero claustrale di San Benedetto e della basilica di Sant'Alessandro in Colonna. La nuova sede fu possibile grazie a una donazione. Risulta che nella prima metà del Cinquecento, il nobile Marc'Antonio Longhi figlio di Abbondio Longhi dell'antica famiglia Longhi fece dono di alcune abitazioni e cinque pertiche di terreno in contrada fontis de la Cazia. 
La nuova edificazione ottenne l'autorizzazione da parte di papa Clemente VII il 4 settembre del 1532. Il Longhi aveva ricevuto una buona eredità dal padre e aveva dato in moglie la figlia Lucia con una dote di 8000 ducati a Giovanni Gerolamo Albani. Di conseguenza la donazione del Longhi era legata all'obbligata volontà di monacare due delle sue quattro figlie, Giulia e Ottaviana, alle quali non poteva certo dare una dote troppo lauta, ma che non poteva inserire nell'antico monastero di Carità, in grave stato di abbandono, per questo vi fu oltre alla donazione d'immobili anche l'elargizione di fondi atti alla costruzione del nuovo edificio di culto con annessa torre campanaria. La chiesa doveva essere simile a quella più antica di Borgo Canale, che accoglieva ancora alcune monache che non voleva abbandonare la struttura ormai troppo pericolante. La scelta della località era abbinata anche alla concentrazione di nuovi centri monastici sia in borgo San Leonardo e che in borgo Palazzo. Gli atti di donazione furono rogati il 12 luglio 1532 nella parte preliminare, e definita il 31 gennaio 1533 dal notaio Zaccaria di Stefano Colleoni, nel castello di Urgnano, di proprietà della famiglia Longhi per lascito del Colleoni. Le monache che abitarono il nuovo monastero provenivano tutte dalle più importanti famiglie di Bergamo.
Il Longhi stesso seguì la realizzazione della struttura e non permise il trasferimento delle monache fino a che non fosse stato realizzato il muro che rendeva gli spazi interni claustrali, dividendo gli ambienti dei fedeli da quelli dedicate alle monache, il tutto seguito dalla supervisione di Girolamo Terzi teologo del convento francescano presente in città alta, controllo richiesto dalle clarisse La separazione tra le monache e i fedeli anticipò anche quanto dettato dal concilio di Trento. L'attenzione del donatore alla costruzione, gli concesse la partecipazione all'amministrazione del monastero e l'autorizzazione alla sepoltura all'interno della chiesa, con la successiva celebrazione di dodici messe a suffragio a ogni anniversario della morte. La costruzione della chiesa nova fu seguita da un certo magister Philuppus quondam Betini de meris de Valota faber murarius. Vi era una lapide poi persa, dove veniva indicata la data del 14 giugno 1553 come termine dei lavori mentre la zona claustrale era già stata terminata.
Nel 1568 la cura delle monache passò sotto l'autorità del vescovo di Bergamo Federico Corner dal precedente controllo dei frati francescani. Il capitolo era retto dalla badessa, dalla vicaria, e dalle “discrete” che venivano elette dalle monache alla presenza del vescovo, e che non potevano essere più di sette. Il capitolo eleggeva quelle che venivano chiamate «officiali» che avevano incarichi minori, come la cura del cucina, delle novizie, e della portineria, vi era inoltra la presenza della ruota, unica comunicazione con l'esterno. Dal 1597 le monache ebbero maggior libertà dovendo uscire a cercare la carità per il proprio sostentamento.
La relazione della visita pastorale di san Carlo Borromeo del 1575 cita una lamentela, infatti le monache possedevano beni personali, e dormivano insieme, cosa vietata dalla regola delle clarisse. Fu poi il vescovo di Bergamo Gerolamo Ragazzoni a porre le nuove regole che dovevano seguire quanto indicato nel concilio tridentino.
I lavori di costruzioni atti a ospitare almeno 32 monache, però terminarono solo nel 1622. L'impianto comprendeva al pianoterra una stanza con forno, un parlatorio molto piccolo, mentre al primo piano un parlatorio grande, e al piano successivo i locali adibiti a dormitorio delle convesse. Vi erano poi annessi i locali per il fattore posti vicini alla zona claustrale e quindi a servizio completo delle monache. Viene citato il fabbricato da Donato Calvi nel 1675, il quale lo descrive come comodo e confortevole, con 28 locali come dormitori, e un prato di “46 pertiche”. Nel 1701 fu aggiunto un nuovo dormitorio, una lavanderia e legnaia, le monache avevano raggiunto il numero di 40. Nella metà del medesimo secolo furono aggiunti una grande sala per le serventi, una stanza per il confessore e il direttore degli esercizi spirituali.
Nel 1758 divenne monaca di Santa Chiara, Maria Antonia Grumelli Pedrocca, zia di Teresa Eustochio Verzeri, che riportò la vita monacale a quella che ora l'origine regola dell'ordine di Santa Chiara, anche se la sua posizione non fu sempre accettata da tutte le monache presenti. 

Il monastero e la chiesa dedicata a santa Chiara erano collegati dal chiostro a pianta quadrata poi ridotto a porticato, con la costruzione dei locali adibiti a RSA e istituto scolastico delle istituzioni di don Carlo Botta. 
Nel 1797 con l'arrivo delle truppe napoleoniche e la creazione della Repubblica Cisalpina, il convento venne soppresso, derubato dai suoi beni, diventando nel 1799 ospedale militare. Le monache rimaste fondarono un asilo conosciuto come la Cademia delle Torrette nel monastero vicino di San Benedetto, dove morì la badessa Maria Antonia Grumelli i 18 gennaio 1807. Il ritorno successivo nei locali da parte delle monache, fu veramente provvisorio dovendo nuovamente lasciare il monastero e la chiesa nel gennaio del 1802, con il trasferimento delle suore nei diversi edifici religiosi di Bergamo. Durante l'occupazione molti beni artistici furono danneggiati e trafugati. Così come è andato disperso l'archivio della comunità, mentre i locali passarono di proprietà di Alessandro Gavazzeni. L'11 maggio del 1803 i locali furono ceduti a don Carlo Botta in affitto per la formazione dell'Istituzione.

## Descrizione
(Andrea Pasta “Le pitture notabili di Bergamo (1775)”)
La chiesa è inserita nel complesso dell'istituto a cui dà il nome, e di difficile visitazione. L'antico chiostro poi in parte chiuso e ridotto a porticato, conserva i fusti delle colonne originali coronate da capitelli d'ordine ionico, mentre era documentata fino alla metà del Settecento la presenza di alcuni affreschi di Francesco Cavagna poi perduti nella zona del monastero.
La chiesa non ha mai subito ampi rifacimenti strutturali e si presenta nella sua originale conformazione, con l'asse dal classico orientamento est-ovest. L'aula a unica navata ospita tre altari, quello maggiore e due laterali. La controfacciata è completa dalla cantoria che ospitava le monache durante le funzioni liturgiche sorretta da un portichetto. L'aula ha la copertura di volta a botte e decorata a disegni seriali, e le pareti laterali sono divise da quattro grandi lesene con alti semipiedritti e capitelli d'ordine ionico. La zona presbiteriale rialzata di un gradino è a pianta quadrata leggermente rientrante, con l'intradosso dell'arco trionfale dipinto a rosette. Il soffitto a crociera unghiata ospita in quattro spicchi i simboli degli evangelisti. L'altare ospita la tela Estasi di Santa Chiara con san Girolamo emiliani e due orfanelli lavoro ottocentesca di Adamo Biglioli. L'alto architrave interno ospita la scritta: NE TRADAS DOMINE BESTIIS ANIMAS CONFITENTES TIBI ET CUSTODI FAMULAS TUAS QUAS PRETIOSO SANGUINE REDIMISTI/EGO VOS SEMPER CUSTODIAM.
L'abate Donato Calvi descrive la chiesa e gli arredi presenti nella seconda metà del XVII secolo. Vi era sull'altare maggiore una pala raffigurante la santa titolare con il Santissimo Sacramento sollevata da un gruppo di angeli, poi dispersa. Vi era il tabernacolo ligneo con lastre et figure d'argento a rilievo fabbricato dall'orafo Bernarecchi, un reliquiario che conservava 28 reliquie di santi e beati della terra bergamasca. La tomba sepolcrale di Marco Antonio Longo con la moglie Lucia Marcella posta in prossimità del presbiterio con la dicitura: MARCUS ANTONIUS LONGUS URGNANI COMES ET LUCIA COGNUX EX MARCELLA PATRIIA FAMILIA VENETA MDLXXX. Le pareti conservavano il dipinto di Francesco Cappella Tre santi francescani, e la Madonna Santissima a rilievo contornata dai Misteri del Rosario opera del bergamasco Enea Salmeggia, anche questa opera persa, anche se risulta documentata fino al Novecento. La relazione della visita pastorale del vescovo Antonio Redetti del 1739, indica la presenza di quattro altari di cui uno dedicato a santa Chiara, uno a san Francesco, alla Madonna del Rosario retto dalla relativa confraternita e quello maggiore dedicato alla Madonna Immacolata, tutti con i relativi arredi liturgici. La relazione indica anche la presenza di una bibliotecva ricca di 211 volumi tutti di argomento religioso.
La chiesa ha subito nel tempo trasformazioni e rimozione di opere mancanti sono: due altari laterali, due reliquari in marmo, l'antico tabernacolo in ebano con lastre d'argento dell'orafo Bernarecchi, il dipinto do Francesco Cavagna Cristo in croce fra la Vergine e san Giovanni, e Maria Maddalena ai piedi della croce, un dipinto di ignoto Deposizione con i santi, la tela di Enea Salmeggia Madonna santissima a rilievo contornata dai misteri del rosario, la tela della Pentecoste di anonimo, San Carlo Borromeo opera del Cavagna. Di Massimo da Verona la pala d'altare santa Chiara elevata al cielo, un dipinto ad affresco dei Baschenis San Francesco che veste Santa Chiara di Marco Olmo il ciclo delle storie di Santa Chiara, i Tre santi francescani forse lavoro dello Zucco contrariamente che del Cavagna, e numerosi altri affreschi attribuiti sempre a Baschenis di Averara. Rimangono due dipinti di Francesco Cavagna figlio del più famoso Gian Paolo Cavagna: la Natività e Ecce Homo, due medaglioni con le immagini delle sante Gerosa e Capitanio, Cena nella casa del fariseo, annunciazione della Vergine0 e Cristo con la samaritana di autore ignoto.